# Keks

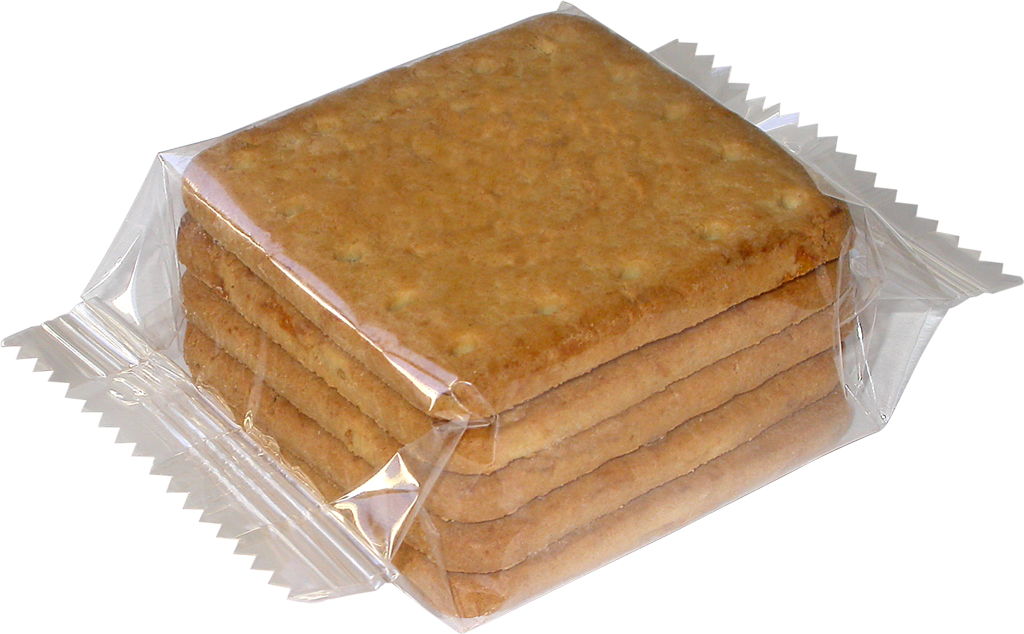
Kekse

Ein Keks (österreichisches Hochdeutsch das Keks, auch der Keks, Aussprache [kɛks], bundesdeutsches Hochdeutsch der oder das Keks, in der Schweiz Chrömli, Guetzli oder Gutzi, in Südtirol Keksl, [keːks]; aus dem Plural cakes von englisch cake ‚Kuchen‘) ist ein ursprünglich englisches Gebäckstück. Er gehört zu den Dauerbackwaren, die meist aus fetthaltigem Teig mit mehr oder minder süßem Geschmack bestehen. Geformt werden Kekse durch Ausrollen, Ausstanzen und Spritzen („Dressiergebäck“) der Teige, seltener durch Schneiden („Schnittgebäck“). Kekse werden traditionell zu Kaffee oder Tee serviert und sind auch als Reiseproviant beliebt.
Sie bestehen meist nur aus wenigen Zutaten wie Mehl, Zucker, Fett, Aromastoffen, Salz und Eiern und sind von mürber Konsistenz. Verwendet wird häufig eiweißarmes und helles Keksmehl. Der bei der Verarbeitung entstehende Kleber ist von geringer Güte, wodurch sich die ausgewalzten und ausgestochenen Teige nicht zusammenziehen.
Verbreitet sind Keksmischungen, gefüllt, ungefüllt, mit Schokolade oder Zuckerguss überzogen. Auch die Zugabe von Gewürzen, Früchten und Mandeln oder Ölsamen ist verbreitet.

## Begriffsherkunft und -verwendung
Das Wort Cakes war im Deutschen im 19. Jahrhundert neben Biscuits für Dauergebäck nach englischem Vorbild in Gebrauch. Eine eindeutschende Schreibweise wurde bereits um die Jahrhundertwende von den Sprachpuristen des Allgemeinen Deutschen Sprachvereins vorgeschlagen („englischer Zwieback; Keeks“); bereits 1899 hatte Hermann Dunger festgestellt, dass das Wort, das eigentlich eine Pluralform ist, wie in der Einzahl gebraucht wurde (in Berlin, wie ihm von einem Lehrer berichtet wurde): „Gieb mir ein Keeks“, mit der Pluralform Keekse. 1915 wurde es in der Schreibweise „Kek“ in die 9. Auflage des Duden aufgenommen, und zwar mit der Ermahnung: „Diese Eindeutschung des engl. cake ist annehmbar, aber es muß in der Ez. [Einzahl] Kek gesagt werden, nicht Keks.“ Indessen setzte sich diese Auffassung nicht durch, so dass in der 10. Auflage (1929) bereits die Anmerkung „fast nur Mz.“ (Mehrzahl) stand und in der 11. Auflage (1934) die Form „Keks“ das Stichwort bildete.
Im österreichischen Hochdeutsch wird das Wort »Plätzchen« für »Keks« nicht verwendet, und Keks wird mit sächlichem Artikel (das Keks) verwendet.
In der deutschsprachigen Schweiz wird Cake für bestimmte Kuchenarten benutzt, für Kekse bzw. Plätzchen wird hingegen die französische Bezeichnung Biscuit oder Guetzli, Güetzi oder ähnlich verwendet.

## Arten

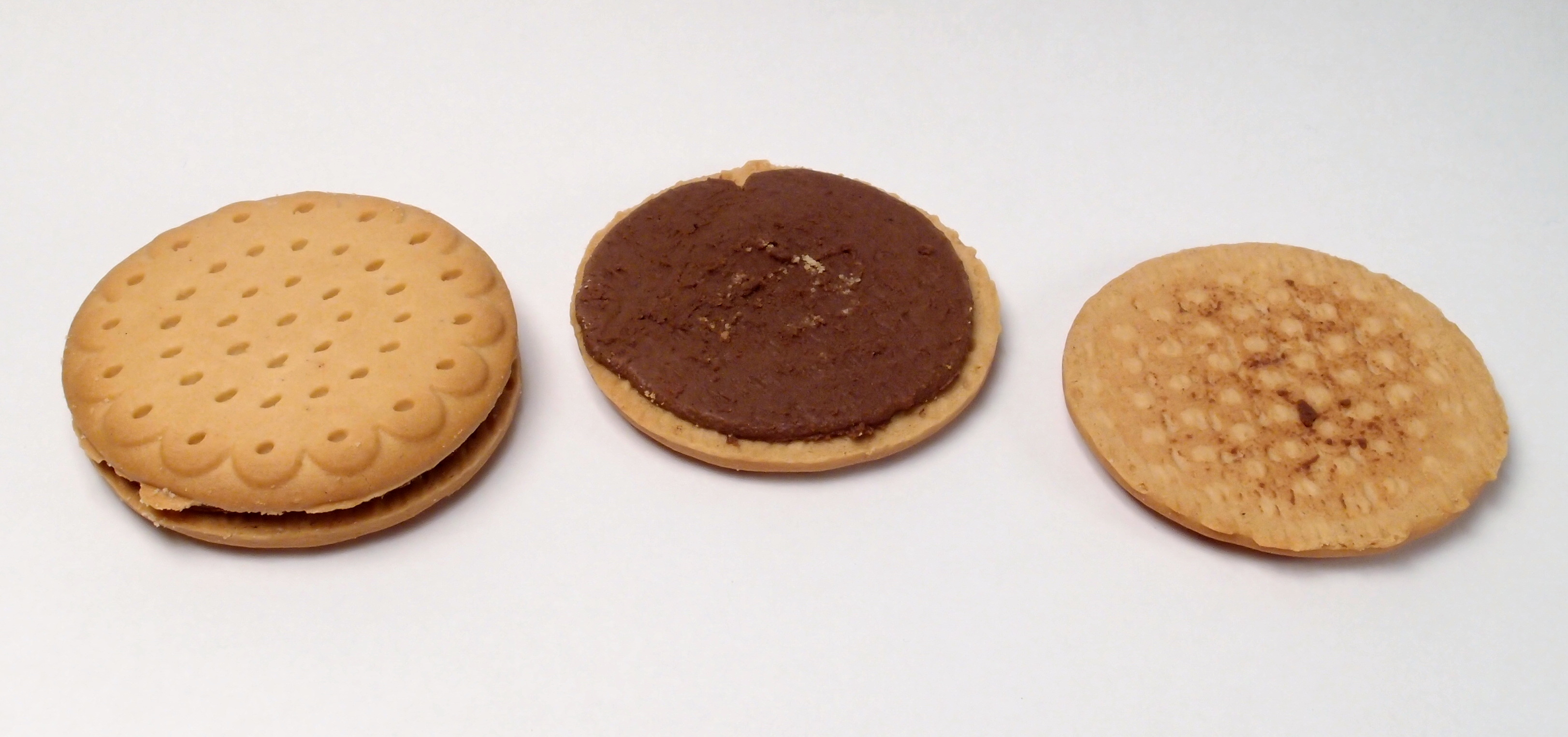
Doppelkekse (rechts geöffnet), eine Kekssorte aus Hartkeksteig

Kekse werden im Allgemeinen entweder aus einem Hart- oder einem Mürbekeksteig hergestellt.

### Kekse aus Hartkeksteig
Hartkeksteig ist im Vergleich zu Mürbeteig fett- und zuckerärmer, enthält mehr Zucker als Fett und einen gewissen Anteil Flüssigkeit. Der typische Rezeptbereich lautet auf 100 Teile Weizenmehl: 10–20 Teile Fett, 20–30 Teile Zucker und 10–30 Teile Wasser. Beim Kneten entwickelt sich der Kleber, doch soll der Teig insgesamt eher plastisch formbar sein. Vor dem endgültigen Auswalzen kann der Teig noch zu 4–8 Lagen gefaltet (laminiert) werden, so dass die Kekse eine typisch mürbe Schichtstruktur bekommen. Der Teig wird dünn ausgewalzt und die Kekse werden ausgestochen. Um Blasenbildung beim Backen zu vermeiden, werden Kekse aus Hartkeksteigen üblicherweise gestippt, das heißt mit vielen kleinen Einstichen versehen.
Zu den Keksen aus Hartkeksteig zählen:
- Hartkekse
- Butterkekse
- Mariekekse
- Albertkekse
- Doppelkekse

### Kekse aus Mürbekeksteig
Mürbekeksteig ist nichts anderes als Mürbeteig. Er enthält mehr Fett und Zucker als Hartkeksteig, der Fettanteil ist oft genauso hoch wie oder höher als der Zuckeranteil, und Flüssigkeit wird wenig oder gar nicht zugegeben. Der typische Rezeptbereich lautet auf 100 Teile Weizenmehl: 20–70 Teile Fett, 30–70 Teile Zucker, 0–25 Teile Wasser. Beim Kneten soll sich der Kleber im Mehl möglichst wenig ausbilden, die plastische Konsistenz des Teigs wird durch das Fett bestimmt. Fettreiche (schwere) Mürbeteige werden physikalisch durch den Wasserdampf gelockert, bei leichteren Teigen durch Backtriebmittel. Die Formung der Kekse kann durch Ausrollen und Ausstechen geschehen, es ist aber auch möglich, weichen Mürbeteig herzustellen und die Kekse bspw. durch Loch- oder Sterntülle aufzudressieren; dementsprechend unterscheidet man zwischen Schnitt- und Dressiergebäck.
Zu den Keksen aus Mürbekeksteig zählen:
- Bärentatzen
- Friesenkekse (auch Friesentaler), runde Kekse, deren Rand vor dem Backen in Hagelzucker gewälzt wird
- Heidesand
- Schwarz-Weiß-Gebäck
- Sablés
- Shortbread
- Spekulatius
- Spritzkringel

### Besondere Bezeichnungen
Das Deutsche Lebensmittelbuch definiert in den Leitsätzen für Feine Backwaren folgende besondere Kekssorten:
- Albertkeks enthält auf 100 Teile Getreideerzeugnisse mindestens 9,9 Teile wasserfreies Fett oder eine entsprechende Menge anderer Fette.
- Mürbekeks enthält auf 100 Teile Getreideerzeugnisse mindestens 16,5 Teile wasserfreies Fett oder eine entsprechende Menge anderer Fette.
- Butterkeks enthält auf 100 Teile Getreideerzeugnisse mindestens 10 Teile Butter (oder entsprechende Mengen Butterreinfett oder Butterfett). Davon abgesehen bezeichnet Butterkeks nicht eine besondere Kekssorte; Leibniz-Kekse sind ebenso Butterkekse wie dänisches Spritzgebäck.
- Spekulatius wird vom Lebensmittelbuch lediglich als „eine gewürzte oder nicht gewürzte Gebildbackware“ beschrieben.

Für die Begriffe Eierkeks oder Milchkeks gelten die allgemeinen Regeln der Leitsätze für Feine Backwaren zu Hinweisen auf Eier und Milch, nämlich mindestens 20 l standardisierte Vollmilch oder eine entsprechende Menge Kondens- oder Trockenmilch bzw. 18 kg Vollei oder eine entsprechende Menge Vollei-/Eigelbprodukte auf 100 kg Getreideerzeugnisse.

## Trivia

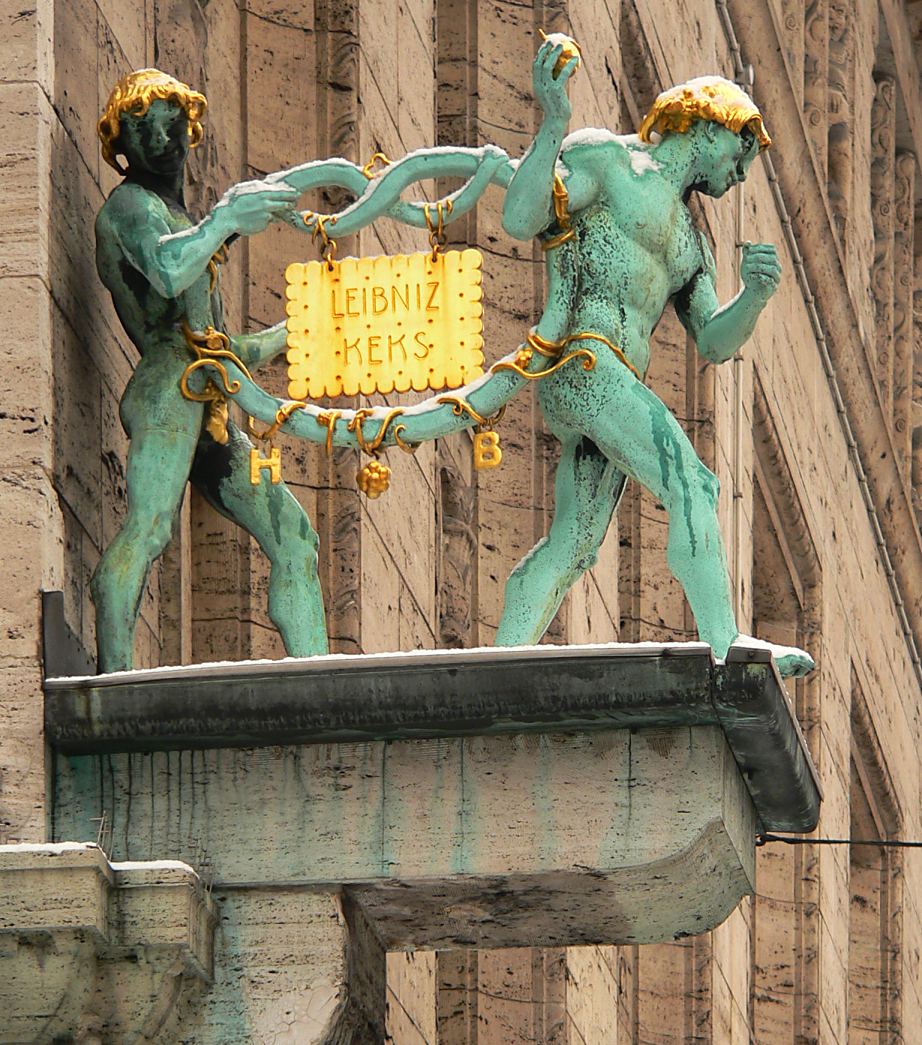
Fassadenfiguren mit Keksdarstellung bei Bahlsen

In ihrer typischen rechteckigen Form mit den vier großen Ecken, 14 Zähnen in der Länge und 10 Zähnen in der Breite gibt es Butterkekse seit 1886. Lefèvre-Utile stellte in dieser Zeit in Frankreich den ersten Butterkeks dieser Art her. Es gibt heute noch eine historische Mauerreklame im kleinen Dorf Trentemoult bei Nantes. 1891 folgte der in der Hannoverschen Cakes-Fabrik H. Bahlsen hergestellte und nach Gottfried Wilhelm Leibniz benannte Leibniz-Cakes bzw. später Leibniz-Keks.
In der DDR waren vergleichbare Butterkekse als Hansa-Kekse bekannt, die im VEB Keksfabrik Brand-Erbisdorf hergestellt wurden. Seit 2004 werden sie von der Wikana GmbH wieder hergestellt.
In Österreich wurden 1959 Butterkekse namens Fredi Kekse von Manner ins Sortiment aufgenommen.
Ein Doppelkeks ist die seit 1955 in Deutschland erhältliche Prinzenrolle. Erfunden wurde sie um 1870 vom belgischen Bäckermeister Edouard de Beukelaer und hieß ursprünglich le petit prince fourré („der kleine, gefüllte Prinz“). Sein Sohn gründete später die flämische Keksfabrik in Kempen am Niederrhein. Prinzenrolle ist heute eine Marke der Firma Griesson – de Beukelaer. Pro Jahr kommen in Deutschland etwa 35 Millionen Stück in den Handel.
In Deutschland werden im Durchschnitt im Jahr neun Kilogramm Kekse pro Person verzehrt.
Ein Glückskeks ist ein Keks aus einem dünnen Waffelteig, in den ein Zettel mit einem Sinnspruch oder auch einer Zukunftsdeutung eingearbeitet ist.